# Oxyopes heterophthalmus
Oxyopes heterophthalmus là một loài nhện trong họ Oxyopidae.
Loài này thuộc chi Oxyopes. Oxyopes heterophthalmus được miêu tả năm 1804 bởi Latreille.

## Hình ảnh

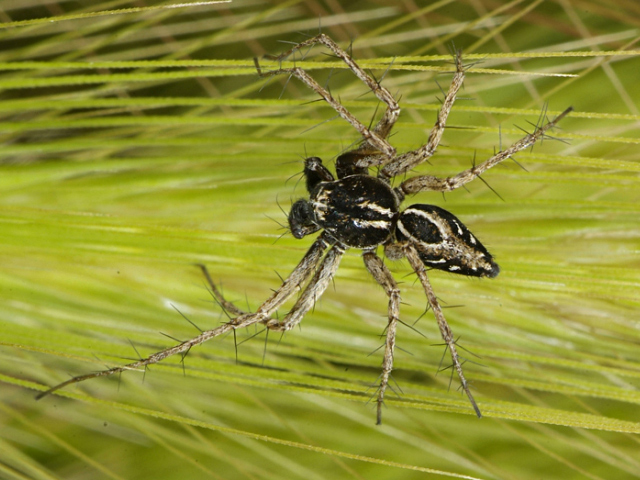